# Voivod
Voivod é uma banda canadense de thrash metal, originária de Jonquiere, Quebec. A banda já passou por diversas fases estilísticas em sua trajetória, inicialmente speed metal e depois passando para o thrash metal.  
Formada em 1982, com acentuadas influências do embrionário metal progressivo, curiosamente foram uma das primeiras bandas a se declararem como Cyberpunk's e flertam ultimamente com o stoner rock.

## Fatos sobre a banda
- Sua obra influenciou bandas como Sepultura[2], Fear Factory e Soundgarden.
- Denis D'Amour (Piggy), um dos membros fundadores, faleceu em 2005 de câncer no colón. Após sua morte,  a banda lançou dois álbuns com músicas ainda compostas por ele.
- Voivod era conhecido, principalmente, pelas linhas de guitarras de Piggy, sempre inovadoras e influenciadas por sci-fi e jazz.
- Em entrevista, o vocalista e guitarrista do Foo Fighters, Dave Grohl, disse que quando ouviu a música "Thrashing Rage" ficou maravilhado, pois nunca tinha visto nada como isto e olhava para a capa do álbum Roar tentando imaginar a banda.
- O álbum Killing Technology já mostrava outras influências diferentes, assim surgia a fase mais experimental do Voivod. A evolução vinha com Dimension Hatröss misturando acrescentando mais influências progressivas.[3] Nothingface é considerado o melhor álbum do Voivod; nele vemos várias influências de Pink Floyd. No álbum Nothingface ainda encontramos um cover de Pink Floyd da música "Astronomy Domine".[4]
- O vocalista Snake saiu da banda e entrou Eric Forrest em seu lugar (também conhecido pelo seu apelido "e-force"). Com Eric Forrest, o Voivod lança dois álbuns (Negatron e Phobos) com uma sonoridade thrash/death/progressive metal.
- Snake volta para a banda e grava o álbum Voivod. O guitarrista Denis "Piggy" D'amour morre de câncer gerando muita comoção na banda. Porém, antes de morrer, "Piggy" gravou linhas de guitarra em seu laptop e  com isso o Voivod juntou essas gravações e gravou Katorz e Infini. Desde então Dan Mongrain é o guitarrista ao vivo do Voivod.